# Paralimnus pantherrinus
Paralimnus pantherrinus är en insektsart som beskrevs av Dlabola 1960. Paralimnus pantherrinus ingår i släktet Paralimnus och familjen dvärgstritar. Inga underarter finns listade i Catalogue of Life.